# Route nationale 742
Die Route nationale 742, kurz N 742 oder RN 742, war eine französische Nationalstraße, die von 1933 bis 1973 zwischen Lusignan und einer Kreuzung mit der Nationalstraße 741 nördlich von Gençay verlief. Ihre Länge betrug 27 Kilometer.